# Centro Universitario Cardenal Cisneros
El Centro Universitario Cardenal Cisneros (CUCC), antes Escuela Universitaria Cardenal Cisneros, es un Centro Universitario ubicado en Alcalá de Henares (Comunidad de Madrid - España). Es un centro concertado fundado por el Instituto de los Hermanos Maristas en 1973, y está adscrito a la Universidad de Alcalá desde el año 1979.

## Historia
En 1973, los Hermanos Maristas tuvieron la iniciativa de crear un centro de formación para sus propios novicios, con el fin de obtener la habilitación necesaria para ejercer de maestros en los colegios de la orden. El lugar elegido fue Alcalá de Henares, concretamente unos terrenos de condición rural situados a las afueras de la ciudad, junto a la base de la Brigada Paracaidista Primo de Rivera.
La "Fundación Cultural Cardenal Cisneros" surgió de un contexto de renovación pedagógica generado, en primer lugar por la propia congregación religiosa, y en segundo lugar, por la Ley General de Educación de 1970. De hecho, las primeras titulaciones que se impartieron fueron las de profesorado de EGB de las especialidades de ciencias humanas, ciencias, filología y preescolar en 1977. En 1979 logró el reconocimiento oficial como "Escuela Universitaria del Profesorado de Educación General Básica «Cardenal Cisneros»", con lo que el número de estudiantes y profesores seglares se incrementó notablemente.
La ausencia de una institución universitaria en Alcalá de Henares desde el traslado de su universidad en 1836, obligó a que el centro fuese inicialmente adscrito a la Universidad Complutense de Madrid. El regreso de la universidad a Alcalá en 1977 permitió modificar la adscripción a esta última mediante un convenio firmado dos años más tarde.
A consecuencia de los cambios legislativos introducidos por la LOGSE, los planes de formación del profesorado fueron diversificados. Así, en el curso 1991-1992 comenzaron a impartirse cinco Diplomaturas de Magisterio: Educación Infantil, Educación Primaria, Lengua Extranjera, Audición y Lenguaje y Educación Especial.
En 1995 se inauguró la Diplomatura de Educación Social, una titulación por aquel entonces novedosa, que tenía como objetivo ofrecer formación universitaria a los futuros agentes de intervención socioeducativa para la transformación de la realidad social en ámbitos muy diversos como la animación sociocultural y la educación en el tiempo libre, los programas de atención especializada en situaciones de desadaptación social, la educación permanente, etc.
En 2003 se puso en marcha un campus virtual para impartir las diplomaturas de Magisterio y Educación Social de forma semipresencial. El Centro Universitario Cardenal Cisneros fue una de las primeras instituciones de educación superior que ofreció esta metodología de enseñanza en España. 
La adaptación al Espacio Europeo de Educación Superior, conocido como Proceso de Bolonia provocó en 2010 la conversión de las diplomaturas en grados de cuatro años, así como la modificación de las especialidades de Magisterio, que quedaron reducidas a las dos actuales: Educación Infantil y Educación Primaria. Otra consecuencia de este proceso fue el cambio de denominación, que en 2013 pasó de “Escuela Universitaria Cardenal Cisneros" a “Centro Universitario Cardenal Cisneros”. Finalmente, en 2014 se inauguró el título de grado en Psicología.
En 2023 se ha cumplido el 50 aniversario de la fundación del centro.

## Campus universitario
El centro tiene varios edificios repartidos e instalaciones en un campus de más de 10.000 metros cuadrados. El aulario principal y el Edificio Champagnat albergan 50 aulas, un laboratorio de ciencias, un laboratorio de psicología, un aula de expresión artística y un aula de música, además de oficinas y despachos. Desde 2019 dispone de un nuevo Centro de Recursos para el Aprendizaje y la Investigación (CRAI) con biblioteca, 24 salas de trabajo en grupo, mediateca, aula de psicomotricidad, aula de informática y sala de exposiciones. Hay además un Edificio Polivalente donde se encuentra el salón de actos, el gimnasio y el teatro. Los exteriores incluyen pistas deportivas y amplios jardines con una notable variedad botánica. También hay cafetería y comedor para estudiantes.

## Titulaciones
Imparte cuatro titulaciones oficiales de grado: Magisterio en Educación Infantil, Magisterio en Educación Primaria, Educación Social y Psicología. Todas ellas, menos Psicología, se ofertan también en modalidad semipresencial a través de un campus virtual. Además imparte tres títulos de posgrado: el Máster en Atención a la Diversidad y Apoyos Educativos, el Máster en Psicología General Sanitaria y el Máster en Evaluación e Intervención con Adolescentes en conflicto.

## Directores
| Ignacio Pérez García         | 1973-1974       |
| Benito Arbués Rubiol         | 1974-1978       |
| Luis Escuchuri Lacarra       | 1978-1982       |
| Elicio Martínez Linares      | 1982-1985       |
| Antero Serrano López         | 1985-1986       |
| Ramón Llansana Colóm         | 1986-1990       |
| Juan Miguel Anaya Torres     | 1990-1994       |
| Santiago Román Mateos        | 1994-1998       |
| Cecilio Díez Gutiérrez       | 1998-2002       |
| José María Amigo Ortega      | 2002-2014       |
| Montserrat Giménez Hernández | 2014-2023       |
| Joseba Louzao Villar         | 2023-actualidad |

## Reconocimiento
- Medalla de la Universidad de Alcalá, otorgada en su 25 aniversario.[18]

## Revista Pulso

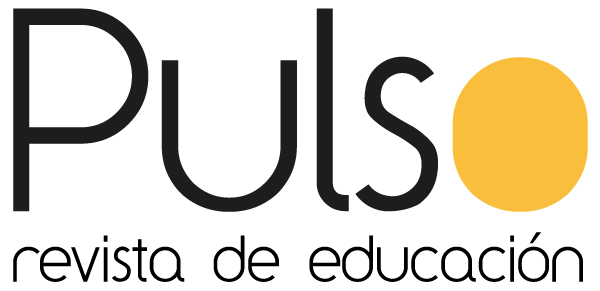
Logotipo

Pulso, Revista de Educación es una publicación periódica de carácter académico, editada por el Centro Universitario Cardenal Cisneros. Nació en el año 1977 y en el año 2001 (número 24) cambió su objetivo y formato para empezar a ser reconocida como una revista científica que publica artículos originales de investigación empírica y teórica, estudios, revisiones y experiencias educativas. Está dirigida a profesores, especialistas, investigadores y profesionales de todos los niveles educativos.
La revista edita un número al año en formato digital y en papel. Desde el año 2023 ofrece una publicación en web, por anticipado, de aquellos artículos recibidos que han superado todo el proceso de edición editorial, que sigue el sistema de revisión por pares. Pulso está indexada en bases de datos y directorios como DOAJ, ERIHPLUS, DIALNET, EURO PUB, REDIB, ISOC-CESIC, DICE, LATINDEX, MIAR y GOOGLE SCHOLAR.

## Publicaciones
- Juan Armiño Armiño. Matemática moderna elemental. Alcalá de Henares: Escuela Universitaria Cardenal Cisneros; 1980. ISBN 978-84-600-2028-8
- Eduardo López Ramos. Alcalá es cántico. Biografía en tres actos. Alcalá de Henares: Escuela Universitaria Cardenal Cisneros; 1981. ISBN 978-84-600-2246-6
- Susana Toboso Ontoria, Pablo Santamaría Herranz. Introducción al lenguaje musical. Alcalá de Henares: Escuela Universitaria Cardenal Cisneros; 2008. ISBN 978-84-612-5871-0
- José Manuel Gómez Montes, Pilar Royo García, Cristina Serrano García. Fundamentos psicopedagógicos de la atención a la diversidad. Alcalá de Henares: Escuela Universitaria Cardenal Cisneros; 2009. ISBN 978-84-613-4322-5 y 2018. ISBN 978-84-09-03908-1
- Alfredo Palacios Garrido. Inventando mundos: diálogos creativos con David Gamella. Alcalá de Henares: Centro Universitario Cardenal Cisneros; 2015. ISBN 978-84-608-1313-2
- Raquel Fernández Fernández, et al. Enseñanza bilingüe en la educación universitaria: el enfoque CLIL del Centro Universitario Cardenal Cisneros. Alcalá de Henares: Centro Universitario Cardenal Cisneros; 2016. ISBN 978-84-617-5397-0 y 2020 (edición en inglés) ISBN 978-84-09-19611-1
- David Gamella González, et al. Gramática natural: diálogos creativos con Lucía Loren. Alcalá de Henares: Centro Universitario Cardenal Cisneros; 2017. ISBN  978-84-697-3728-6
- Marian López Fernández-Cao. Violetas en la mochila: diálogos creativos con Eva Santos. Alcalá de Henares: Centro Universitario Cardenal Cisneros; 2018. ISBN 978-84-09-06300-0
- Cristina Laorden Gutiérrez, et al. ABP en la enseñanza universitaria: la experiencia en el Centro Universitario Cardenal Cisneros. Alcalá de Henares: Centro Universitario Cardenal Cisneros; 2018. ISBN 978-84-09-06450-2
- Lourdes de Miguel Barcala, et al. Mejorando el aprendizaje: buenas prácticas en educación superior: la experiencia en el Centro Universitario Cardenal. Alcalá de Henares: Centro Universitario Cardenal Cisneros; 2021. ISBN 978-84-09-30319-9

## EALA
En 1978 se creó en el seno de este centro universitario la Escuela de Aire Libre Alcalá, dedicada a la formación de monitores de tiempo libre y jefes de campamento. Su fundación respondió en primer lugar a una inquietud pastoral de los Hermanos Maristas, y en segundo lugar, al deseo de la Escuela Universitaria de extender su radio de acción hacia la educación no formal. 
EALA fue oficialmente reconocida por la Subdirección General de la Juventud del Ministerio de Cultura el 2 de julio de 1980. Como consecuencia del traspaso de competencias a las comunidades autónomas, el 22 de octubre de 1986 fue inscrita con el número 9 en el Registro oficial de Escuelas de Animación y Educación Infantil de la Comunidad de Madrid.
Hasta su clausura en 2022, ha impartido cursos de monitores, animadores juveniles y directores de actividades de tiempo libre, regulados por la Comunidad de Madrid. Además, ha realizado otros cursos de especialización y actividades socioculturales, colaborando con diversos centros y asociaciones juveniles del Corredor del Henares.